# Calamus cuthbertsonii
Calamus cuthbertsonii är en enhjärtbladig växtart som beskrevs av Odoardo Beccari. Calamus cuthbertsonii ingår i släktet Calamus och familjen Arecaceae. Inga underarter finns listade i Catalogue of Life.